# Floreçàs
Floreçàs (en francès Floressas) és un municipi francès situat al departament de l'Òlt i a la regió d'Occitània.
El municipi té Floreçàs com a capital administrativa, i també compta amb els agregats de Masairac, los Cambons, Vairas, Malagara, Marmont, Recers i la Fauriá.

## Demografia
| 1962                                       | 1968 | 1975 | 1982 | 1990 | 1999 | 2007 |
| ------------------------------------------ | ---- | ---- | ---- | ---- | ---- | ---- |
| 140                                        | 172  | 179  | 205  | 199  | 145  | 150  |
| Des de 1962: població sense dobles comptes |      |      |      |      |      |      |

## Administració
| Període   | Identitat          | Partit |
| --------- | ------------------ | ------ |
| 1995-2001 | Yves Froment       |        |
| 2001-2008 | Marie-Claude Liger |        |
| 2008-     | Nicolas Froment    |        |

## Personatges il·lustres
- Pau Froment, poeta occità.